# Municipio de Fort Bragg Military Reservation
El municipio de Fort Bragg Military Reservation (en inglés: Fort Bragg Military Reservation Township) es un municipio ubicado en el  condado de Hoke en el estado estadounidense de Carolina del Norte. En el año 2010 tenía una población de 0 habitantes.

## Geografía
El municipio de Fort Bragg Military Reservation se encuentra ubicado en las coordenadas 35°7′9.52″N 79°13′51.89″O / 35.1193111, -79.2310806.